# پسین
پسین (به آلمانی: Pessin) یک شهر در آلمان است که در هافه‌لانت واقع شده‌است. پسین ۶۵۱ نفر جمعیت دارد.